# 维克托·佩拉尔塔
维克托·佩拉尔塔（西班牙語：Víctor Peralta，1908年3月6日—1995年12月25日），生于布宜诺斯艾利斯，阿根廷男子拳击运动员。他曾代表阿根廷参加1928年夏季奥林匹克运动会拳击比赛，获得一枚银牌。